# くまもと誘友大使
くまもと誘友大使（くまもとゆうゆうたいし）は、2004年より熊本県が認定している熊本県サポーターの呼称の一つである。熊本県のプロモーション活動や農産物・観光などの産業に対する意見などを集めるために、社会的な影響力を持つ約200人に委嘱する形で、3年の任期とともに始められた。また、「くまもと誘友大使」には、県産品の認知度向上を図る狙いも含まれている。

## 名誉大使
| 年月日        | 人物       | 備考                                          | 出典                    |
| ------------- | ---------- | --------------------------------------------- | ----------------------- |
| 2004年9月24日 | 八代亜紀   | 名誉大使第1号。八代市出身。無期限の名誉大使。 | [ 1 ] [ 2 ] [ 3 ] [ 7 ] |
|               | コロッケ   |                                               | [ 8 ]                   |
| 2005年1月17日 | 不動裕理   |                                               | [ 9 ]                   |
|               | 伊東勤     |                                               | [ 10 ]                  |
|               | 陣内貴美子 | 5人目の名誉大使。                             | [ 4 ] [ 11 ]            |